# Cześniki
Cześniki is een plaats in het Poolse district  Zamojski, woiwodschap Lublin. De plaats maakt deel uit van de gemeente Sitno en telt 1460 inwoners.